# Álvaro de Luna (attore)
Álvaro de Luna Blanco (Madrid, 10 aprile 1935 – Madrid, 2 novembre 2018) è stato un attore spagnolo.

## Filmografia parziale

### Cinema
- Le avventure di Scaramouche (La máscara de Scaramouche), regia di Antonio Isasi-Isasmendi (1963)
- Il tulipano nero (La Tulipe Noire), regia di Christian-Jaque (1964)
- I due gladiatori, regia di Mario Caiano (1964)
- I sette del Texas (Antes llega la muerte), regia di Joaquín Luis Romero Marchent (1964)
- Sfida a Rio Bravo (Desafío en Río Bravo), regia di Tulio Demicheli (1964)
- Sette ore di fuoco (Aventuras del Oeste), regia di Joaquín Luis Romero Marchent (1965)
- Se sparo... ti uccido (Los cuatreros), regia di Ramón Torrado (1965)
- Colpo grosso a Galata Bridge (Estambul 65), regia di Antonio Isasi-Isasmendi (1965)
- Danger dimensione morte (Train d'enfer), regia di Gilles Grangier (1965)
- Mark Donen - Agente Zeta 7 (Rembrandt 7 antwortet nicht...), regia di Giancarlo Romitelli (1966)
- Arizona Colt, regia di Michele Lupo (1966)
- Navajo Joe, regia di Sergio Corbucci (1966)
- I crudeli, regia di Sergio Corbucci (1967)
- The Viscount: Furto alla banca mondiale (Le vicomte règle ses comptes), regia di Maurice Cloche (1967)
- Lo sceriffo senza stella (The Christmas Kid), regia di Sidney W. Pink (1967)
- 15 forche per un assassino, regia di Nunzio Malasomma (1967)
- Io non perdono... uccido (Fedra West), regia di Joaquín Luis Romero Marchent (1968)
- Giugno '44 - Sbarcheremo in Normandia, regia di León Klimovsky (1968)
- Il mercenario, regia di Sergio Corbucci (1968)
- Sulle ali dell'arcobaleno (Relaciones casi públicas), regia di José Luis Sáenz de Heredia (1969)
- Quelli che sanno uccidere (Les étrangers), regia di Jean-Pierre Desagnat (1969)
- Lo irritarono... e Sartana fece piazza pulita (Un par de asesinos), regia di Rafael Romero Marchent (1970)
- Arriva Sabata!, regia di Tulio Demicheli (1970)
- Due ragazzi da marciapiede (No desearás al vecino del quinto), regia di Ramón Fernández (1970)
- Vamos a matar compañeros (Vamos a matar, compañeros), regia di Sergio Corbucci (1970)
- La strana legge del dott. Menga (No desearás la mujer del vecino), regia di Fernando Merino (1971)
- La banda J. & S. - Cronaca criminale del Far West, regia di Sergio Corbucci (1972)
- I diabolici amori di Nosferatu (El gran amor del conde Drácula), regia di Javier Aguirre (1973)
- Super sexy vamp (Odio mi cuerpo), regia di León Klimovsky (1974)
- La testa del serpente (El clan de los inmorales), regia di José Gutiérrez Maesso (1975)
- I quattro del clan dal cuore di pietra (El clan de los Nazarenos), regia di Joaquín Luis Romero Marchent (1975)
- La quinta del porro, regia di Francesc Bellmunt (1981)
- Dolci ore (Dulces horas), regia di Carlos Saura (1982)
- Tramontana, regia di Carlos Pérez Ferré (1991)
- Le avventure e gli amori di Lazaro De Tormes (Lázaro de Tormes), regia di Fernando Fernán Gómez e José Luis García Sánchez (2000)
- Silencio roto, regia di Montxo Armendáriz (2001)
- Il viaggio di Carol (El viaje de Carol), regia di Imanol Uribe (2002)
- Teresa, el cuerpo de Cristo, regia di Ray Loriga (2007)
- Miau, regia di Ignacio Estaregui (2018)

### Televisione
- Poly en Espagne - serie TV, 13 episodi (1972)
- Estudio 1 - serie TV, 35 episodi (1965-1976)
- Novela - serie TV, 38 episodi (1964-1976)
- Curro Jiménez - serie TV, 40 episodi (1976-1978)
- La barraca - serie TV, 9 episodi (1979)
- Régimen abierto - serie TV, 5 episodi (1986)
- Farmacia de guardia - serie TV, 27 episodi (1992-1994)
- Curro Jiménez: El regreso de una leyenda - serie TV, 12 episodi (1995)
- Carmen y familia - serie TV, 26 episodi (1996)
- Señor Alcalde - serie TV, 18 episodi (1998)
- Herederos - serie TV, 16 episodi (2007-2008)
- Gran Reserva - serie TV, 5 episodi (2011)
- Luna, el misterio de Calenda - serie TV, 8 episodi (2013)
- Sé quién eres - serie TV, 5 episodi (2017)